# Sulfolobales
Ordre
Classification phylogénétique
- Ordre : Sulfolobales
  - Famille : Sulfolobaceae
    - Genre : Acidianus
    - Genre : Metallosphaera
    - Genre : Stygiolobus
    - Genre : Sulfolobus
    - Genre : Sulfurisphaera

Les Sulfolobales sont un ordre d'archées de la classe des Thermoprotei.